# John Bodkin Adams
John Bodkin Adams (født 21. januar 1899, død 4. juli 1983) var en engelsk praktiserende læge. Han var mistænkt for seriemord.

## Biografi
Adams blev født i Randalstown i County Antrim i Nordirland og flyttede til Eastbourne i 1922, hvor han begyndte at arbejde som læge.

## Bøger
- Sybille Bedford, The Trial of Dr. Adams. Grove Press, 1958
- Marshall Cavendish, Murder Casebook 40 Eastbourne's Doctor Death, 1990
- Pamela V. Cullen, A Stranger in Blood: The Case Files on Dr John Bodkin Adams, London, Elliott & Thompson, 2006, ISBN 1-904027-19-9
- Percy Hoskins, Two men were acquitted: The trial and acquittal of Doctor John Bodkin Adams, 1984
- Patrick Devlin Easing the passing: The trial of Doctor John Bodkin Adams, 1985
- Rodney Hallworth, Mark Williams, Where there's a will... The sensational life of Dr John Bodkin Adams, 1983, Capstan Press, Jersey ISBN 0-946797-00-5
- John Surtees, The Strange Case of Dr. Bodkin Adams: The Life and Murder Trial of Eastbourne's Infamous Doctor and the Views of Those Who Knew Him, 2000

## TV
- The Good Doctor Bodkin Adams, (1986) hos Timothy West.